# Andreas Ahlqvist
Harry Andreas Ahlqvist, född 15 januari 1980, är en finländsk (åländsk) före detta innebandyspelare och innebandytränare som senast spelade i Järfälla IBK. Han har tidigare även representerat Nerike IBK, Jönköpings IK och Finspångs IBK.